# SOTA
SOTA (Stichting Onderzoekscentrum Turkestan en Azerbaidzjan), beter bekend onder de Engelse naam Research Center for Turkistan and Azerbaijan, is een in Haarlem gevestigde stichting die zich bezig houdt met Centraal-Azië en Azerbeidzjan en er onder meer naar streeft de Turkse volkeren in één groot rijk te verenigen.
SOTA geeft vanuit Haarlem boeken uit over de geschiedenis en geopolitiek van Turkije en Centraal Azië en organiseerde bijeenkomsten met onder meer aan de Grijze Wolven gelieerde sprekers, teneinde het panturkistische gedachtegoed te verspreiden onder de Turkse gemeenschap en anderen in Nederland en Europa.
De Haarlemmer Coşkun Çörüz, Tweede Kamerlid voor het CDA, kwam in 2003 in opspraak toen hij zitting in het bestuur van de vereniging bleek te hebben. Hij heeft ontkend daar weet van te hebben gehad.